# Juin 1909

## Événements
- 2 juin[1] : les Français entrent à Abéché (Tchad) pour rétablir l’ordre. Le Ouadaï est placé sous leur protectorat.
  - Après la prise du Ouadaï par les Français et de la Libye par les Italiens (1912), l’axe commercial Soudan-Cyrénaïque, déjà concurrencé par le chemin de fer, perd de son importance.

- 11 juin : tremblement de terre le plus meurtrier qu'ait connu la France au XXe siècle (46 victimes) en Provence qui détruisit les villes de Salon-de-Provence, Vernègues, Lambesc, Saint-Cannat et Rognes, vers 21h. L'épicentre est situé sur la faille de Trévaresse.

- 12 juin :
  - création du Hansabund en Allemagne, parti réformateur qui réclame l’établissement du suffrage universel direct dans toutes les élections;
  - à Issy-les-Moulineaux, Louis Blériot effectue le premier vol avec deux passagers : Alberto Santos-Dumont et André Fournier.

## Naissances
- 7 juin : Jessica Tandy, actrice britannique naturalisée américaine († 1994).
- 15 juin : Maurice Brasseur, homme politique belge († 3 avril 1996).
- 19 juin : 
  - Osamu Dazai, écrivain japonais († 1948).
  - Midori Naka, actrice japonaise († 24 août 1945).
- 20 juin : Errol Flynn, acteur australien († 1959).
- 23 juin : David Lewis, chef du parti néo-démocrate († 23 mai 1981).
- 24 juin : Katherine Dunham, danseuse et chorégraphe afro-américaine († 21 mai 2006).
- 28 juin : Iréna Martial, supercentenaire française († 29 juin 2022).

## Décès
- 5 juin : Joseph-Thomas Duhamel, premier archevêque d'Ottawa.
- 7 juin : Prince Marama Teurura'i, Régent polynésien de Huahine et Maia'o.
- 14 juin : Witold Wojtkiewicz, peintre polonais (° 29 décembre 1879).